# Vattenutkastare

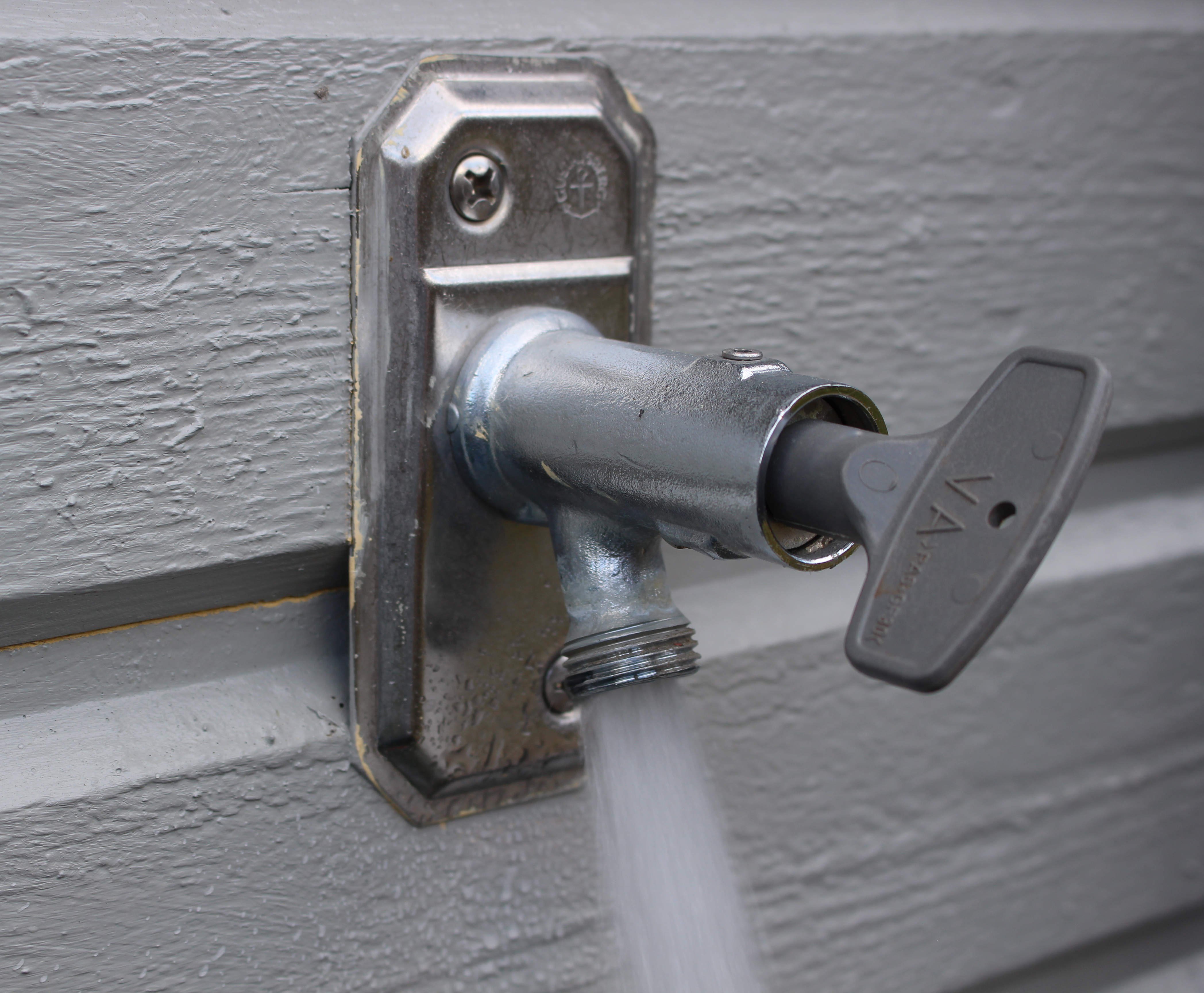
En vattenutkastare.

En vattenutkastare är en vattenkran avsedd för montering utomhus på en vägg. Den har en väggenomföring som är fryssäker genom att vattentillförseln stängs av på insidan av väggen istället för ute vid kranen. Vattenutkastaren har ett vred som öppnas och stängs med hjälp av en nyckel. Nyckeln är inte individuell för varje vattenutkastare men den kan vara olika för olika fabrikat.